# Klucz od sypialni
Klucz od sypialni (ros. Ключ от спальни) – rosyjski film fabularny z 2003 roku, w reżyserii Eldara Riazanowa, na motywach farsy Georges’a Feydeau.

## Fabuła
Akcja filmu rozgrywa się na przełomie XIX/XX w. w Sankt Petersburgu. Na ulicy Tawriczeskiej spotykają się na miłosne schadzki Agłaja Czugujewa (zaniedbywana żona kapitana artylerii w stanie spoczynku) i jej kochanek – Andre Wachłakow. Klucz do mieszkania, w którym odbywają się schadzki przypadkiem pasuje do całkiem innego mieszkania.

## Obsada
- Jewgienija Kriukowa jako Agłaja
- Natalia Szczukina jako Sofie
- Siergiej Makowiecki jako Iwanicki
- Nikołaj Fomienko jako Wachłakow
- Olga Wasiljewa jako Marfa
- Władimir Simonow jako artylerzysta, mąż Agłai
- Siergiej Biezrukow jako profesor ornitologii
- Aleksandr Paszutin jako Stiepan
- Eldar Riazanow jako policmajster
- Andriej Tołubiejew jako pristaw
- Andriej Krasko jako żołnierz telegrafista